# День перемир'я (Сімак)
«День перемир'я» (англ. Day of Truce) — науково-фантастичне оповідання Кліффорда Сімака, вперше опубліковане журналом «Galaxy Magazine» у лютому 1963 року.

## Сюжет
Панківська молодь нищила майно власників будинків у передмісті. Це переросло у збройне протистояння. Домогосподарства укріплювались і охоронялись професіоналами, але їм заборонялась зайва жорстокість до нападаючих. Раз на рік проводився День Перемир'я, коли панки під наглядом поліції проводили час в гостях у власників маєтків.
Інформатор повідомив Максу — охоронцю одного з маєтків, що цьогорічне свято буде використане для пронесення вибухового пристрою в помістя.
Макс знав слабке місце помістя — віковий дуб, що в разі падіння мав пошкодити огорожу.
Так і сталося — він виявив бомбу в корінні дуба, але не зміг її знешкодити.
Тоді він терміново попросив в охоронця сусіднього помістя, привезти його запас гримучих змій, яких таємно випустив у вольєрі навколо дуба.